# Годунов Олександр Федорович
Олександр Федорович Годуно́в (14 вересня 1916, Карякіно — 8 листопада 2002, Київ) — український живописець і педагог; член Спілки радянських художників України з 1954 року. Батько Лариси, дід Ірини Годунових.

## Біографія
Народився 14 вересня 1916 року в селі Карякіно (нині Саратовська область, Росія) у багатодітній селянській сім'ї. Протягом 1944—1950 років навчався у Київському художньому інституті, був учнем Карпа Трохименка, Георгія Меліхова, Олександра Сиротенка, Олексія Шовкуненка.
Упродовж 1952—1972 років очолював художню студію при Київському будинку офіцерів. Серед учнів — М. Попінов, М. Титов. У 1960—1990 роках працював на Київському живописно-скульптурному комбінаті при Творчо-виробничому комбінаті «Художник». Мешкав у Києві в будинку на вулиці Жовтневої революції, № 13/4, квартирав № 6 та у булинку на провулку Бастіонному, № 9, квартира № 14. Помер у Києві 8 листопада 2002 року.

## Творчість
Працював у галузі станкового живопису, створював тематичні картини, портрети, пейзажі, натюрморти. Серед робіт:
- «Зізнання» (1957);
- «Перекриття Дніпра» (1960);
- «Володимир Ленін за роботою» (1962);
- «Освідчення» (1964);
- «Володимир Ленін на мітингу» (1965);
- «Озимина» (1968);
- «Байкал» (1970);
- «Володимир Ленін у Шушенському» (1970);
- «У Горках» (1972);
- «Тарас Шевченко» (1978);
- «Ріка Псел» (1989);
- «Мальви» (1996);
- «Соняшники» (1998);
- «Андріївський узвіз» (1998);
- «Бузок» (1998);
- «Дзвіночки» (1999);
- «Жоржини та фрукти» (2000);
- «Святковий натюрморт» (2000);
- «Бузок» (2002);
- «Іриси» (2002);
- «Червоні жоржини» (2002);
- «Піони» (2002);
- «Петунії» (2002);
- «Гербери» (2002);
- «Осінній натюрморт» (2002);
- «Літо» (2002).

Брав участь у республіканських, міжнародних мистецьких виставках з 1951 року.
Картини художника представлені в багатьох державних і приватних зібраннях України, а також у приватних збірках у Кореї, Франції, Канаді.